# 黄褐斑
黄褐斑（chloasma）又称面部黄褐斑（chloasma faciei）、肝斑、黑斑病（melasma）、黑皮病，是一种皮肤颜色变深为黄褐色的疾病，发生在孕妇身上时候被称为妊娠面斑（mask of pregnancy）或孕斑。
黄褐斑通常被认为是日晒、遗传倾向、激素变化、皮肤刺激引起的。虽然它可能在任何人身上发病，但通常发生在女性身上，尤其是妊娠的女性，以及吃避孕药或采取生育控制进行激素替代疗法的女性。